# Cotinga cotinga
La cotinga pettoviola (Cotinga cotinga (Linnaeus, 1766)) è un uccello della famiglia dei Cotingidi, diffusa in Brasile, Colombia, Guyana, Guyana Francese, Perù, Suriname e Venezuela. È la specie tipo del genere Cotinga.

## Descrizione

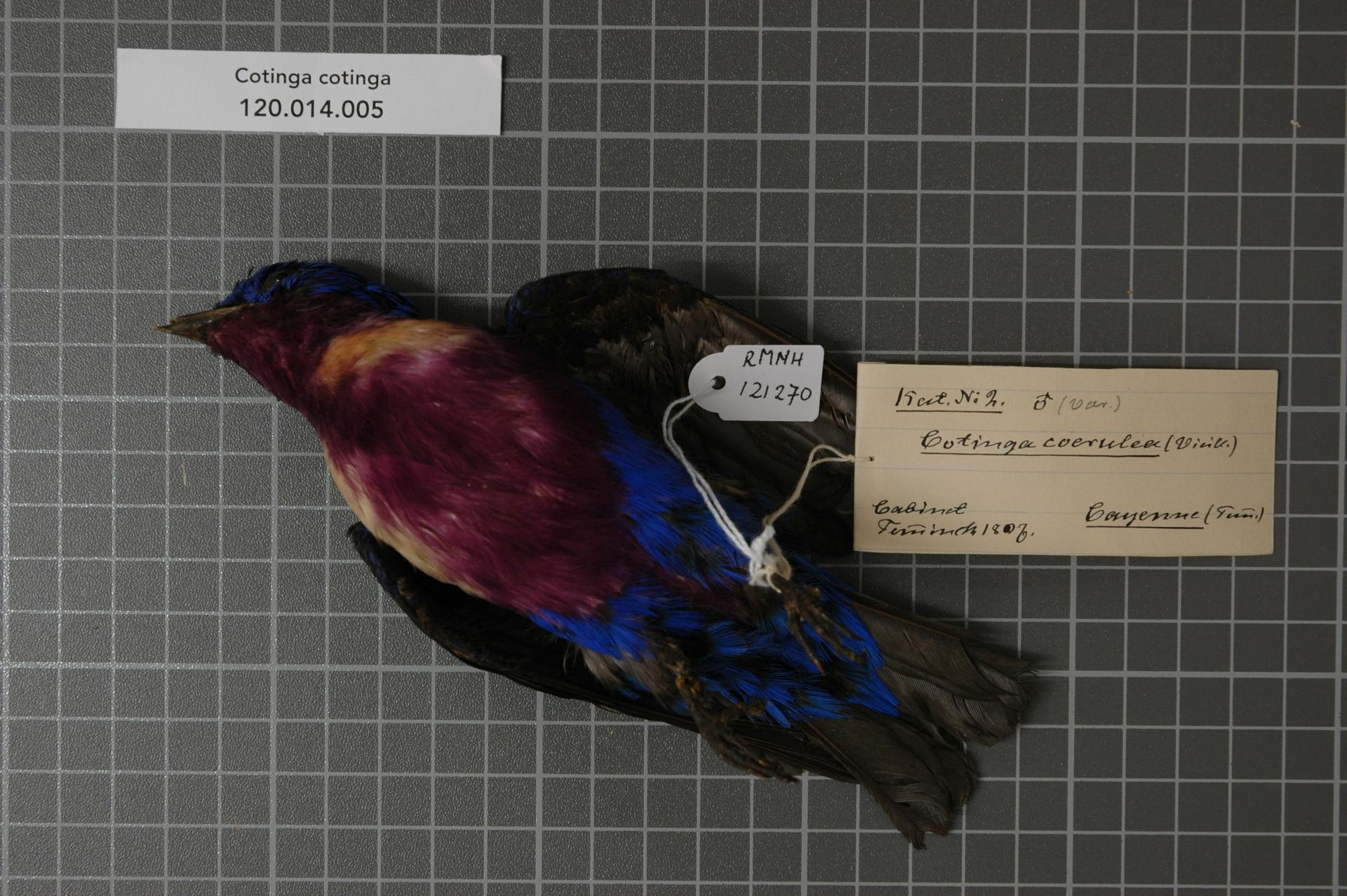
Maschio di cotinga pettoviola

Nel maschio, il piumaggio è blu acceso, mentre il collo e il ventre sono viola. Nella femmina invece il piumaggio è completamente marrone scuro, con il di marrone più chiaro. In entrambi i sessi le piccole dimensioni della testa (rispetto alle altre specie del genere Cotinga) sono rese più evidenti dal profilo paffuto del corpo.

## Biologia
La cotinga pettoviola si nutre generalmente di insetti e frutti e non svolge migrazioni. Essendo particolarmente schiva nei confronti degli umani, non sappiamo molto su questa specie (ad esempio non conosciamo il numero di individui).